# Liste des catastrophes et accidents dans le bassin minier du Nord-Pas-de-Calais
Le sous-sol de la région Nord-Pas-de-Calais a été exploité pour son charbon entre 1720 et 1990. Au fil des années, un nombre important de catastrophes et d'accidents ont eu lieu dans le bassin minier du Nord-Pas-de-Calais.

## Catastrophes et accidents

### 1756
- 16 juillet 1756 : Fosse du Gros Caillou de la Compagnie des mines d'Anzin à Vieux-Condé[1].

Un coup de grisou tue 11 ouvriers. Vingt autres qui travaillaient sur le même chantier sont sauvés par leurs camarades, accourus d'autres galeries. À la surface, le sol tremble, un mur s'écroule et les bâtiments du carreau sont ébranlés.

### 1805
- 1805 : Fosse Saint-Roch de la Compagnie des mines d'Anzin à Vieux-Condé[2].

Vers 1805, un incendie à l'accrochage à 53 mètres de profondeur fait 11 victimes. Cet étage d'extraction sera définitivement fermé, si bien qu'il n'y aura plus qu'à 73 mètres de profondeur que le charbon sera exploité. Le cuvelage était tellement en mauvais état que le puits est remblayé en octobre 1811.

### 1823-1824
- 1823 et 1824 : Fosse du Chaufour de la Compagnie des mines d'Anzin à Raismes

Deux coups de grisou. Celui du 9 avril 1823 cause la mort de 22 mineurs, celui du 26 juin 1824 en tue 20 autres,.

### 1825
- Juillet 1825 : Fosse Saint-Ignace des Mines du Boulonnais

Un coup de grisou fait deux morts.

### 1827
- Catastrophe d'Aniche de 1827 9 morts par asphyxie de fumées.

### 1847
- Les 20 et 21 avril 1847 à la Fosse Saint-Louis des mines d'Aniche deux mineurs sont tués par suite d'éboulement, François Hypolite Vilette 10 ans et 10 mois ; François Gouy 18 ans, six sont saufs[5]

### 1854
- 26 octobre 1854 : la catastrophe d'Aniche de 1854 a pour cause un coup de grisou provoquant un éboulement qui tua 11 mineurs à la Fosse Saint-Édouard nommée aussi fosse Azincourt de la Compagnie des mines d'Azincourt sur le territoire d'Aniche dans le département du Nord[6],[7]

### 1866
- 28 avril 1866 : Fosse no 2 de la Compagnie des mines de Marles à Marles-les-Mines[8]

L'incident appelé à l'époque « catastrophe de Marles » désigne en fait la remontée précipitée de mineurs travaillant dans un environnement dangereux où ils risquaient l'ensevelissement. Grâce à la présence d'esprit d'un machiniste qui signale une anomalie dans le fonctionnement des cages, il n'y eut aucun blessé.

### 1868
- 1868 : Fosse 2 à Oignies

4 morts après un coup de grisou.

### 1869
- 28 juillet 1869 Catastrophe de la Fosse Notre-Dame, Waziers

11 tués par décrochage de cage.
- 18 novembre 1869 : Fosse 1 à Bully-les-Mines.

19 morts, asphyxiés dans un incendie.

### 1872
- 3 février 1872 : Fosse 1 à Bauvin.

La chute d'une cage tue 8 mineurs.

### 1873
- Juin 1873 : Fosse 2 à Auchy-au-Bois

7 morts après un coup de grisou.

### 1875
- Janvier 1875 : Pont-de-la-Deûle, Fosse 3. Flers-en-Escrebieux

Chute au fond du puits : 5 morts.

### 1876
- 1876 : Fosse Soyez à Roost-Warendin.

Des guides rompent et deux cages se rencontrent dans le puits : 13 morts

### 1877
- 1877: Fosse N°1 des mines de Liévin : Explosion de feu grisou 13 ouvriers blessés, 5 grièvement et 8 n'ont que des blessures légères. https://gallica.bnf.fr/ark:/12148/bpt6k4673555s/f2.item.r=%22lievin%22

### 1881
- le 30 juillet 1881 un coup de grisou cause à  Lourches quinze tués et autant de blessés[9]

### 1882
- 13 août 1882 : Fosse 3 à Liévin

8 morts après un coup de grisou.

### 1883
- 24 janvier 1883 : Fosse 7 à Courcelles-les-Lens.

4 morts après un coup de grisou.

### 1884
- 11 janvier 1884 : Fosse 2, Ferfay

Une explosion tue 17 personnes.
http://fouquiereschf.free.fr/histoire/mines/catastrophe_de_ferfay_17_morts.htm

### 1885
- 14 janvier 1885 : Fosse 1 à Liévin

Une explosion tue 28 personnes.
- Juin 1885 : Fosse 1 à Nœux-les-Mines.

3 morts après un coup de poussières.
- 21 août 1885 : Fosse 7 à Courcelles-les-Lens.

10 morts après un coup de grisou.

### 1900
- Novembre 1900 : Catastrophe d'Aniche Fosse Fénélon à Aniche.

Une explosion de dynamite tue 21 mineurs.

### 1901
- 13 janvier 1901, Lourches

4 morts[Comment ?]
- Mars 1901 : Fosse 1 à Hénin-Liétard.

7 morts après un coup de grisou.

### 1906
- 10 mars 1906 : Courrières.

Un coup de poussière fait 1 099 morts, ce qui restera la plus grave catastrophe minière en Europe. Elle provoque une prise de conscience importante sur la nécessité d'une sécurité renforcée, alors qu'aucun accident auparavant n'avait dépassé la trentaine de morts.

### 1907
- Janvier 1907 : Fosse 5 à Calonne-Liévin.

3 morts après un coup de grisou.

### 1912
- 3 septembre 1912 : La Clarence, à Divion.

Deux explosions font 79 morts. Six ans seulement après Courrières, c'est la deuxième catastrophe la plus meurtrière du bassin.

### 1917
- 16 avril 1917 : Fosse 9 à Hersin-Coupigny.

42 morts après un coup de poussière.

### 1920
- 19 janvier 1920 : fosse de Rœulx à Escaudain.

17 morts dans la chute d'une cage.

### 1929
- 21 août 1929, Auchy-les-Mines

Un éboulement tue 3 mineurs.

### 1940
- 19 janvier 1940, Noyelles-Godault

8 morts[Comment ?].
- 31 juillet 1940 : Courcelles-lès-Lens

8 morts après un coup de grisou.
- 28 septembre 1940 : Haillicourt fosse 6

Un bombardement allemand provoque un coup de poussière qui tue 34 personnes.

### 1943
- 2 mars 1943 : Fosse 9, Annequin.

16 morts après un coup de grisou.

### 1944
- 23 mars 1944, Oignies fosse 9

6 morts après un coup de grisou.

### 1946
- 28 mars 1946 : fosse 1, Oignies (mines d'Ostricourt)

13 morts après un coup de grisou.
- Décembre 1946 : Fosse 15, Loos-en-Gohelle.

Un éboulement provoque 9 morts.

### 1948
- 19 avril : Coup de poussière du 19 avril 1948 à la fosse n° 4 - 11 des mines de Courrières un coup de poussière se produit au puits no 11 assurant l'entrée d'air à la fosse n° 4 - 11 des mines de Courrières à Sallaumines du Groupe d'Hénin-Liétard, tue seize personnes dont deux femmes et blesse quarante autres personnes[R 1].
- 10 septembre : une explosion due à un incendie dans la veine Léonard de la fosse no 7 - 7 bis des mines de Liévin du Groupe de Lens à Avion cause la mort de sept mineurs et en blesse grièvement un autre[R 1].

### 1949
- 6 avril 1949 : Fosse 11, Grenay.

1 mort et 31 blessés après un coup de poussière.
- Juillet 1949 : Fosse 21, Noyelles-sous-Lens.

2 morts dans une explosion.

### 1951
- 7 février 1951 : Fosse 5 bis, Bruay-en-Artois.

Un coup de poussière provoque 11 morts. Le 13 janvier 1951, Henri Grave, délégué mineur à l'hygiène et à la sécurité avait pourtant noté qu'« il faudrait boiser des échelles à chaque rallonge, le toit étant mauvais »,.

### 1952
- 12 août 1952 : Fosse Schneider, Lourches.

9 morts après un coup de poussière.

### 1953
- Janvier 1953 : Fosse 7, Mazingarbe.

2 morts dans un éboulement.

### 1954
- 20 juin : Un coup de grisou survient à la fosse no 1 - 1 bis des mines de La Clarence du Groupe d'Auchel à Divion, cause la mort de dix mineurs et en blesse dix autres[R 1].

### 1957
- 13 mars : un éboulement dans la recette du puits no 6 bis de la fosse no 6 - 6 bis - 6 ter des mines de Bruay du Groupe de Bruay à Haillicourt cause la mort de deux mineurs[R 1].
- 16 mars : Un coup de grisou survient à la fosse no 3 - 3 bis des mines de Lens à Liévin et cause la mort de dix mineurs. L'enterrement a lieu le 19 mars[R 1].

### 1958
- 11 février : la rupture d'un arbre de treuil au bure 510 de la fosse no 4 - 5 des mines de Drocourt à Méricourt cause la chute d'une cage de transport de personnel et la mort des onze mineurs qui s'y trouvaient[R 1].

### 1962
- 21 juin : un éboulement dans la veine Élisa de la fosse no 13 des mines de Lens du Groupe de Lens-Liévin cause la mort de six mineurs[R 1].

### 1964
- 17 juin : une barrière de sécurité rompt dans une cage du puits no 5 ter de la fosse no 5 - 5 bis - 5 ter des mines de Marles du Groupe d'Auchel-Bruay et cause la mort de cinq mineurs[R 1].

### 1965
- 1er février : Une explosion due au coup de grisou se produit dans la veine Marthe de la fosse no 7 - 7 bis des mines de Liévin du Groupe de Lens-Liévin à Avion et tue vingt-et-un mineurs[R 1].

### 1966
- 25 mars :  À la Fosse Delloye de Lewarde aujourd'hui Centre historique minier de Lewarde le vendredi 25 mars 1956 à 3hr50 une catastrophe minière par éboulement à 377m de fond dans la veine du Grand Moulin, situé vers Villers-au-tertre tua deux mineurs et en blessa un troisième. Franciezk Wosniak, 43 ans de Monchecourt, boutefeu, a été le premier remonté après 3 heures d'efforts. Le soir Adolf Buttwill, 44 ans d'Ecaillon a été remonté survivant blessé aux jambes. Samedi matin Henrick Drzewiecki, 31 ans, d'Auberchicourt est retrouvé sans vie[12],[13].

### 1969

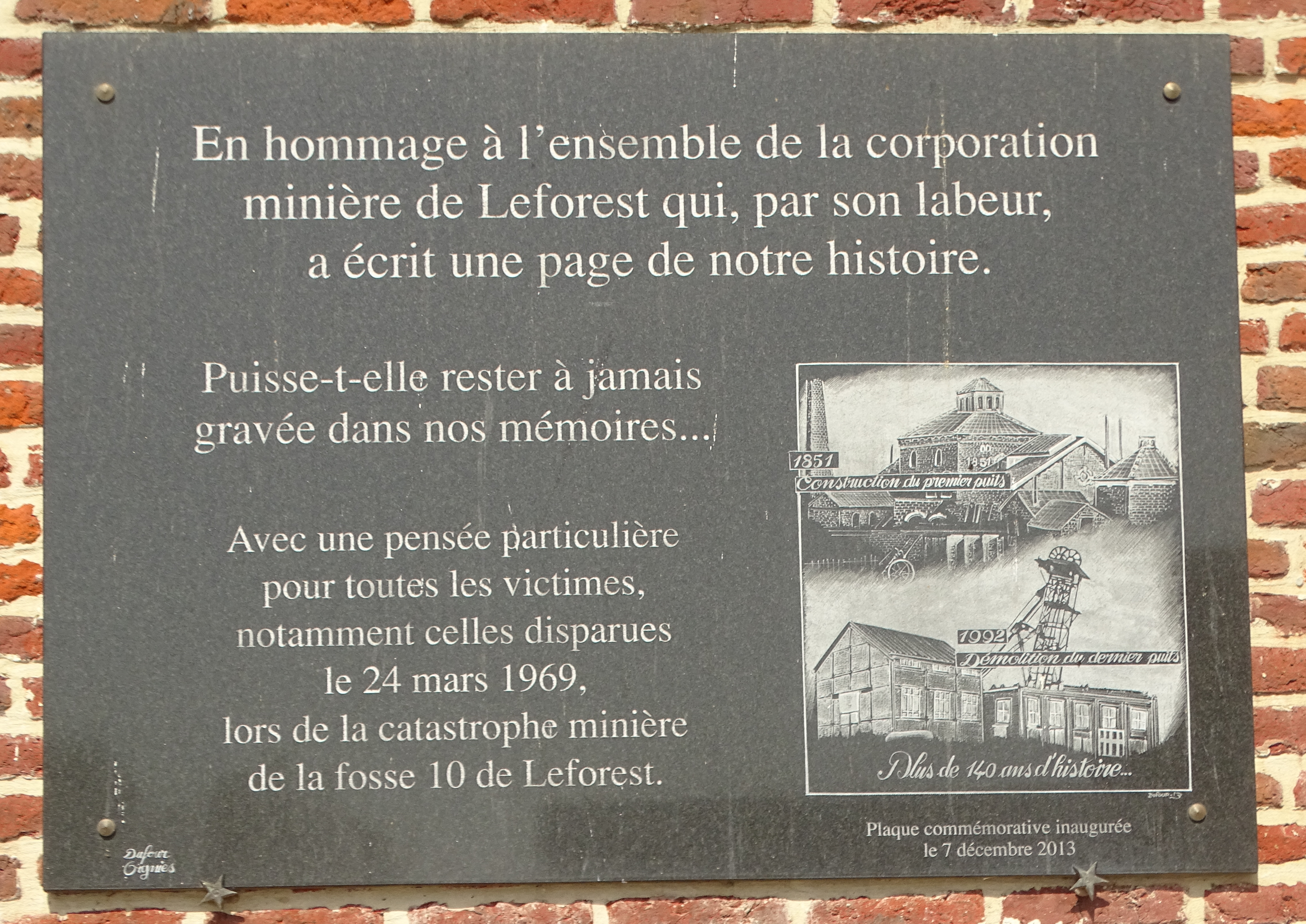
Plaque commémorative inaugurée le 7 décembre 2013, située sur le clocher de l'église Saint-Nicolas.

- 24 mars : une cage de bure chute dans le puits de la fosse no 10 des mines de l'Escarpelle du Groupe de Douai à Leforest et tue cinq mineurs[R 1].

### 1970
- 4 février : Un coup de grisou survient dans un traçage de la fosse no 6 - 14 des mines de Courrières du Groupe Centre à Fouquières-lès-Lens, tue seize mineurs et en blesse douze autres[R 1]. Un odonyme local (« Rue du 4-Février-1970 ») rappelle cet accident.

### 1971
- 14 avril : quatre mineurs périssent lors d'un accident en aval du puits de la fosse no 4 des mines de Lens à Lens[R 1].
- 28 novembre : quatre mineurs périssent lors d'un éboulement dans un dressant de la fosse Barrois des mines d'Aniche du Groupe de Douai à Pecquencourt[R 1].
- 8 novembre 1971, mort de Robert Locatelli fosse Barrois[réf. souhaitée]. Lors de la remontée, une tôle d'acier dépassait du chargement de charbon.

### 1974
- 10 avril 1974 : Fosse Agache, Fenain.

Deux morts dans un éboulement.
- 27 décembre : Un coup de grisou survient à la fosse no 3 - 3 bis des mines de Lens à Liévin et cause la mort de 42 mineurs et en blesse cinq autres. Une cérémonie en présence du ministre de l'intérieur Jacques Chirac a lieu quatre jours plus tard[R 1].

### 1975
- 26 août 1975 : Calonne-Ricouart

L'explosion du terril de Quenehem tue 6 habitants du coron voisin.

#### Articles
- Gérard (dir. et rédacteur en chef) et al., « L'adieu Solennel aux victimes des catastrophes : D'émouvantes cérémonies (Relais, janvier 1975) », Relais, Douai, Service communication des HBNPC, no spécial « Le bassin minier du Nord-Pas-de-Calais de 46 à 90 à travers les journaux de l'entreprise »,‎ mai 1991, p. 44-45 (ISSN 0753-3454)